# Krzyżanowice (gmina)
Pour les articles homonymes, voir Krzyżanowice.
La gmina de Krzyżanowice est une commune rurale de la voïvodie de Silésie et du powiat de Racibórz. Elle s'étend sur 69,67 km² et comptait 11.492 habitants en 2006. Son siège est le village de Krzyżanowice qui se situe à environ 10 kilomètres au sud de Racibórz et à 60 kilomètres au sud-ouest de Katowice.

## Villages
La gmina de Krzyżanowice comprend les villages et localités de Bieńkowice, Bolesław, Chałupki, Krzyżanowice, Nowa Wioska, Owsiszcze, Roszków, Rudyszwałd, Tworków et Zabełków.

## Villes et gminy voisines
La gmina de Krzyżanowice est voisine de la ville de Racibórz et des gminy de Gorzyce, Krzanowice et Lubomia. Elle est aussi voisine de la République Tchèque.